# Wijnand Goelens
Wijnand Goelens (Tienen, 30 maart 1768 - Meerbeke, 2 februari 1855) was Zuid-Nederlands landeigenaar en politicus.

## Levensloop
Goelens was een zoon van Jan Wijnand Goelens en Marie Theresia de Middel en woonde in Geraardsbergen. Hij bezat land in Meerbeke, waar hij ook burgemeester was. Hij was lid van de Provinciale Staten van Oost-Vlaanderen voor de landeigenaren in het district Geraardsbergen en was tussen 1819 en 1830 voor Oost-Vlaanderen lid van de Tweede Kamer der Staten-Generaal. Daar stelde hij zich oppositioneel op - zo stemde hij zowel in 1819 als in 1820 tegen de tienjarige begroting, samen met veel andere Zuid-Nederlandse volksvertegenwoordigers.